# Пежхно (Сілезьке воєводство)
Пежхно (пол. Pierzchno) — село в Польщі, у гміні Вренчиця-Велька Клобуцького повіту Сілезького воєводства.
Населення — 318 осіб (2011).
У 1975-1998 роках село належало до Ченстоховського воєводства.

## Демографія
Демографічна структура станом на 31 березня 2011 року:
|          | Загалом | Допрацездатний вік | Працездатний вік | Постпрацездатний вік |
| -------- | ------- | ------------------ | ---------------- | -------------------- |
| Чоловіки | 157     | 42                 | 101              | 14                   |
| Жінки    | 161     | 36                 | 97               | 28                   |
| Разом    | 318     | 78                 | 198              | 42                   |